# Empress (крякер)
Empress — зломник відеоігор, крякер, що спеціалізується на видаленні «антипіратського» програмного забезпечення. Ця особа діє інкогніто,проте на онлайн ресурсах ідентифікує себе як росіянка.
Відома як одна з небагатьох крякерів, що здатні зламати Denuvo. Окрім того, згідно з її заявами, саме вона зламала для Codex усі їхні ігри з подібним попереднім захистом. Її мотивація нібито полягає в тому, щоб видалити фактор ліцензії програмного забезпечення з цифрової дистрибуції, намагаючись зберегти зацікавленість до ігор опісля того, як розробники припинять їх підтримку. Також стверджувала, що видалення керування цифровими правами (DRM) зменшує проблеми з продуктивністю подібної продукції.

## Діяльність
Empress почала цікавитися деактивацією DRM у 2014 році. Надалі її підписники мали можливість брати участь в опитуваннях, щоб вибрати, яку гру вони хочуть отримати до вільного доступу наступною, а її зусилля фінансуються за рахунок краудсорсингових пожертв. Ці кошти йдуть на покриття витрат щодо оновлення обладнання та придбання ігор, які вона має намір позбавити захисту. При цьому крякер визнає, що отримання платні суперечить етикету подібної мережі.
Значно відомою стала після релізу зламаної версії «Red Dead Redemption 2». Серед інших відомих проектів, опрацьованих Empress зокрема «Mortal Kombat 11» та Capcomівські «RE Village» і «RE 4 Remake» тощо. 2023-го адміністратори забанили Empress на Reddit. У лютому того ж року вона випустила зламану версію «Hogwarts Legacy» та підтримала Джоан Роулінг.